# Taça de Portugal de Basquetebol Feminino de 2017/2018
A edição da Taça de Portugal de Basquetebol Feminino referente à época de 2017/2018 decorreu entre 7 de Outubro de 2017 - 1ª Eliminatória - e 11 de Março de 2018, data em que se disputou a final a qual teve lugar no Pavilhão Multidesportos, A AD Vagos conquistou à sua 3ª Taça de Portugal de Basquetebol.

## 8 Avos de Final
|  | Oitavas de final  | Oitavas de final |                   |    | Quartas de final | Quartas de final |  |  | Semifinais | Semifinais |  |  | Final | Final |
|  |                   |                  |                   |    |                  |                  |  |  |            |            |  |  |       |       |
|  | 03 Dezembro       |                  |                   |    |                  |                  |  |  |            |            |  |  |       |       |
|  |                   |                  |                   |    |                  |                  |  |  |            |            |  |  |       |       |
|  | Guifões S.C.      | 50               |                   |    |                  |                  |  |  |            |            |  |  |       |       |
|  | Guifões S.C.      | 50               | 25 Fevereiro      |    |                  |                  |  |  |            |            |  |  |       |       |
|  | Olivais Coimbra   | 54               |                   |    |                  |                  |  |  |            |            |  |  |       |       |
|  | Olivais Coimbra   | 54               | Olivais Coimbra   | 79 |                  |                  |  |  |            |            |  |  |       |       |
|  | 03 Dezembro       |                  | Olivais Coimbra   | 79 |                  |                  |  |  |            |            |  |  |       |       |
|  |                   | Algés            | 55                |    |                  |                  |  |  |            |            |  |  |       |       |
|  | Carnide Clube     | Algés            | 55                | 49 |                  |                  |  |  |            |            |  |  |       |       |
|  | Carnide Clube     |                  | 10 Março          | 49 |                  |                  |  |  |            |            |  |  |       |       |
|  | Algés             | 59               |                   |    |                  |                  |  |  |            |            |  |  |       |       |
|  | Algés             | 59               | Olivais Coimbra   | 63 |                  |                  |  |  |            |            |  |  |       |       |
|  | 02 Dezembro       |                  | Olivais Coimbra   | 63 |                  |                  |  |  |            |            |  |  |       |       |
|  |                   | AD Vagos         | 72                |    |                  |                  |  |  |            |            |  |  |       |       |
|  | AD Vagos          | AD Vagos         | 72                | 54 |                  |                  |  |  |            |            |  |  |       |       |
|  | AD Vagos          | 04 Março         |                   | 54 |                  |                  |  |  |            |            |  |  |       |       |
|  | Vitória SC        | 53               |                   |    |                  |                  |  |  |            |            |  |  |       |       |
|  | Vitória SC        | 53               | AD Vagos          | 59 |                  |                  |  |  |            |            |  |  |       |       |
|  | 01 Dezembro       |                  | AD Vagos          | 59 |                  |                  |  |  |            |            |  |  |       |       |
|  |                   | CAB Madeira      | 49                |    |                  |                  |  |  |            |            |  |  |       |       |
|  | Académico FC      | CAB Madeira      | 49                | 28 |                  |                  |  |  |            |            |  |  |       |       |
|  | Académico FC      |                  | 11 Março          | 28 |                  |                  |  |  |            |            |  |  |       |       |
|  | CAB Madeira       | 58               |                   |    |                  |                  |  |  |            |            |  |  |       |       |
|  | CAB Madeira       | 58               | AD Vagos          | 54 |                  |                  |  |  |            |            |  |  |       |       |
|  | 03 Dezembro       |                  | AD Vagos          | 54 |                  |                  |  |  |            |            |  |  |       |       |
|  |                   | União Sportiva   | 50                |    |                  |                  |  |  |            |            |  |  |       |       |
|  | União do Forte    | União Sportiva   | 50                | 15 |                  |                  |  |  |            |            |  |  |       |       |
|  | União do Forte    | 25 Fevereiro     |                   | 15 |                  |                  |  |  |            |            |  |  |       |       |
|  | Quinta dos Lombos | 121              |                   |    |                  |                  |  |  |            |            |  |  |       |       |
|  | Quinta dos Lombos | 121              | Quinta dos Lombos | 58 |                  |                  |  |  |            |            |  |  |       |       |
|  | 03 Dezembro       |                  | Quinta dos Lombos | 58 |                  |                  |  |  |            |            |  |  |       |       |
|  |                   | GDESSA-Barreiro  | 47                |    |                  |                  |  |  |            |            |  |  |       |       |
|  | GDESSA-Barreiro   | GDESSA-Barreiro  | 47                | 74 |                  |                  |  |  |            |            |  |  |       |       |
|  | GDESSA-Barreiro   |                  | 10 Março          | 74 |                  |                  |  |  |            |            |  |  |       |       |
|  | Boa Viagem        | 63               |                   |    |                  |                  |  |  |            |            |  |  |       |       |
|  | Boa Viagem        | 63               | Quinta dos Lombos | 62 |                  |                  |  |  |            |            |  |  |       |       |
|  | 03 Dezembro       |                  | Quinta dos Lombos | 62 |                  |                  |  |  |            |            |  |  |       |       |
|  |                   | União Sportiva   | 63                |    |                  |                  |  |  |            |            |  |  |       |       |
|  | SC Coimbrões      | União Sportiva   | 63                | 54 |                  |                  |  |  |            |            |  |  |       |       |
|  | SC Coimbrões      | 21 Janeiro       |                   | 54 |                  |                  |  |  |            |            |  |  |       |       |
|  | Ovarense          | 79               |                   |    |                  |                  |  |  |            |            |  |  |       |       |
|  | Ovarense          | 79               | Ovarense          | 48 |                  |                  |  |  |            |            |  |  |       |       |
|  | 03 Dezembro       |                  | Ovarense          | 48 |                  |                  |  |  |            |            |  |  |       |       |
|  |                   | União Sportiva   | 65                |    |                  |                  |  |  |            |            |  |  |       |       |
|  | SL Benfica        | União Sportiva   | 65                | 71 |                  |                  |  |  |            |            |  |  |       |       |
|  | SL Benfica        |                  |                   | 71 |                  |                  |  |  |            |            |  |  |       |       |
|  | União Sportiva    | 75               |                   |    |                  |                  |  |  |            |            |  |  |       |       |
|  | União Sportiva    | 75               |                   |    |                  |                  |  |  |            |            |  |  |       |       |

A Partir das meias-finais todos os jogos foram disputados no Pavilhão Multidesportos, (Final 4).

### 3ª Eliminatória - Zona Sul
| 3ª Eliminatória         | 3ª Eliminatória | 3ª Eliminatória | 3ª Eliminatória        | 3ª Eliminatória |
| ----------------------- | --------------- | --------------- | ---------------------- | --------------- |
| União do Forte - GDEMAM | 73 – 60         |                 | SIMECQ - Carnide Clube | 60 – 78         |

### 3ª Eliminatória - Zona Norte
| 3ª Eliminatória              | 3ª Eliminatória | 3ª Eliminatória | 3ª Eliminatória         | 3ª Eliminatória |
| ---------------------------- | --------------- | --------------- | ----------------------- | --------------- |
| Juvemaia-ACDC - Guifões S.C. | 33 – 73         |                 | SC Coimbrões - CAD-UPPC | 61 – 48         |

### 2.ª Eliminatória - Zona Sul Série B
| 2ª Eliminatória           | 2ª Eliminatória | 2ª Eliminatória | 2ª Eliminatória                     | 2ª Eliminatória |
| ------------------------- | --------------- | --------------- | ----------------------------------- | --------------- |
| Nacional Natação - GDEMAM | 65 – 67         |                 | Basket Almada Clube - Carnide Clube | 50 – 76         |

### 2.ª Eliminatória - Zona Sul Série A
| 2ª Eliminatória               | 2ª Eliminatória | 2ª Eliminatória | 2ª Eliminatória              | 2ª Eliminatória |
| ----------------------------- | --------------- | --------------- | ---------------------------- | --------------- |
| Fisica Torres Vedras - SIMECQ | 55 – 73         |                 | CN Abrantes - União do Forte | 50 – 60         |

### 2.ª Eliminatória - Zona Norte Série D
| Galitos - CAD-UPPC | 49 – 63 |

### 2.ª Eliminatória - Zona Norte Série C
| UD Oliveirense - SC Coimbrões | 48 – 63 |

### 2.ª Eliminatória - Zona Norte Série B
| Guifões S.C. - CP Natação | 67 – 39 |

### 2.ª Eliminatória - Zona Norte Série A
| Juvemaia-ACDC - CD Póvoa | 50 –42 |

### 1.ª Eliminatória - Zona Sul Série B
| Carnide Clube - 'ES Amadora | 87 – 82 |

» ISENTOS: BAC; Nacional Natação e GDEMAM

### 1.ª Eliminatória - Zona Norte Série D
| 1ª Eliminatória         | 1ª Eliminatória | 1ª Eliminatória | 1ª Eliminatória     | 1ª Eliminatória |
| ----------------------- | --------------- | --------------- | ------------------- | --------------- |
| GD Ulmeirense - Galitos | 19 – 82         |                 | GiCA/ATZ - CAD-UPPC | 55 – 74         |

### 1.ª Eliminatória - Zona Norte Série C
| 1ª Eliminatória           | 1ª Eliminatória | 1ª Eliminatória | 1ª Eliminatória     | 1ª Eliminatória |
| ------------------------- | --------------- | --------------- | ------------------- | --------------- |
| Esgueira - UD Oliveirense | 55 – 70         |                 | CLIP - SC Coimbrões | 48 – 61         |

### 1.ª Eliminatória - Zona Norte Série B
| 1ª Eliminatória       | 1ª Eliminatória | 1ª Eliminatória | 1ª Eliminatória          | 1ª Eliminatória |
| --------------------- | --------------- | --------------- | ------------------------ | --------------- |
| GDB Leça - CP Natação | 29 – 63         |                 | UAA Aroso - Guifões S.C. | 38 – 68         |

### 1.ª Eliminatória - Zona Norte Série A
| 1ª Eliminatória | 1ª Eliminatória | 1ª Eliminatória | 1ª Eliminatória                      | 1ª Eliminatória |
| --------------- | --------------- | --------------- | ------------------------------------ | --------------- |
| CDJR - CD Póvoa | 40 – 50         |                 | Basquete de Barcelos - Juvemaia-ACDC | 33 – 58         |